# Philip Moore
Philip Moore, né le 6 avril 1921 et mort le 7 avril 2009, est un homme politique britannique. Il a occupé le poste de secrétaire privé de la couronne de 1977 à 1986.